# نوک‌تخت سینه‌گندمی
نوک‌تخت سینه‌گندمی (نام علمی: Rhynchocyclus fulvipectus) گونه‌ای از پرندگان خانواده ژیان‌مرغان است که در بولیوی، کلمبیا، اکوادور، پرو و ونزوئلا یافت می‌شود. زیستگاه طبیعی آن جنگل‌های کوهستانی نمناک نیمه‌گرمسیری یا گرمسیری است.